# The Dirty Mac

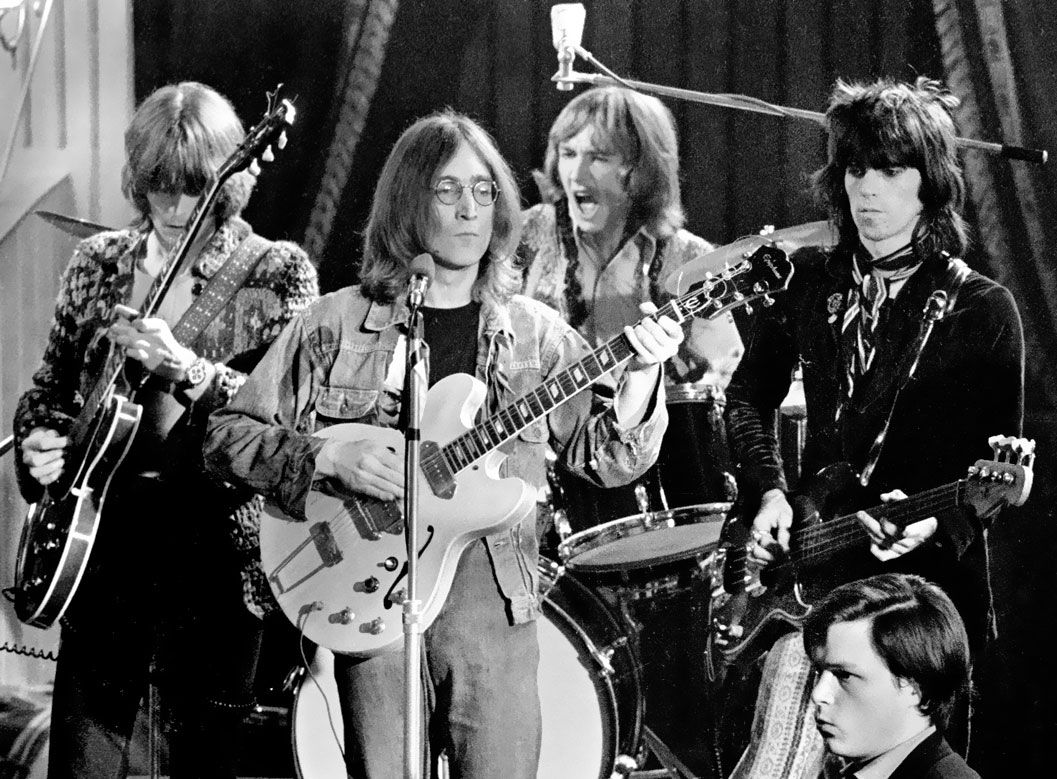
A banda durante seu único concerto em 1968

The Dirty Mac foi um supergrupo criado por John Lennon para apresentar-se no festival The Rolling Stones Rock and Roll Circus em 1968.
O grupo era composto por Lennon na guitarra base e vocal, Eric Clapton na guitarra solo, Keith Richards no baixo e Mitch Mitchell na bateria.